# Стефан Првослав
Стефан Првослав (око 1144 — умро између 1210 и 1219) је био син великог жупана Тихомира Завидовића, односно синовац оснивача династије Немањића, Стефана Немање. Познат је као ктитор манастира Ђурђевих ступова у Беранама.

## Породица
О Стефану Првославу је сачувано мало података у изворној грађи. Највише података пружа натпис на јужном зиду западног травеја ктиторске цркве Светог Георгија у Будимљи, изнад Стефановог гроба: "..aриа шести дан престави се раб Божији Стефан жупан Првослав, син великаго жупана Тихомира, синовац светога Симеона Немање и ктитор места овог, где му је и гроб". Натпис је исписан у време новог осликавања цркве крајем 16. или почетком 17. века, али се може сматрати да је преписан садржај оригиналног натписа. Овај натпис објавио је 1900. године Љубомир Ковачевић у Гласу Српске краљевске академије. Ковачевићеви закључци били су да је Стефан Првослав био син старијег брата Стефана Немање, Тихомира. О самом Тихомиру није сачувано много података. Познато је да је он био најстарији од четворице синова Завиде, који је након свргавања жупана Десе око 1165. године дошао на рашки великожупански престо. Стефан Немања је ушао у сукоб са братом око положаја великог жупана. У бици код Пантина Немања 1168. године односи победу. Тихомир се удавио у Ситници, а Немања преузео титулу великог жупана, те се потом измирио са браћом Страцимиром и Мирославом. Ковачевић је допунио натпис на основу своје претпоставке о Стефановом оцу, те наука данас прихвата да је управо најстарији Завидин син био отац ктитора цркве Светог Георгија, који се помиње на натпису.

## Година рођења
Година рођења Стефана Првослава није позната. Срђан Пириватрић је изнео претпоставке о времену његовог рођења. Анализом српских и грчких извора о најранијем периоду историје Немањића, Пириватрић је хронолошки сместио свргавање Десе и долазак Тихомира Завидовића на великожупански престо на лето 1165. године. Стефан Немања је свргао брата најкасније 1168. године. Будући да је Тихомир био старији Немањин брат, он је морао бити рођен пре 1113. године. Такође, пре те године морали су бити рођени и Страцимир и Мирослав. Пириватрић претпоставља да се Стефан Првослав појавио на историјској позорници средином 12. века. Такође, он указује на чињеницу да је Тихомир могао одредити свог сина за удеоног кнеза и доделити му владарско име Стефан, тек када би овај дошао у одређену животну доб. То искључује могућност да је Стефан Првослав рођен током краткотрајне очеве владавине. Морао је бити рођен барем двадесетак година раније. На основу аналогије са примерима Стефана Немање и Светог Саве, аутор претпоставља да је Првослав могао постати жупан у узрасту отрока или отрочине, после навршене 15 године, а да је за очевог наследника могао бити проглашен као јуноша, када је навршио 22. годину. То би значило да је рођен најкасније 1144. године.

## Титула
Стефан Првослав је на поменутом натпису означен као жупан. На крају 12. века у Рашкој синови жупана су по стицању одређених година добијали наследну титулу жупана и део породичне баштине. Такође, Првослав је носио и владарско име Стефан. Треба, међутим, правити разлику између помена имена Стефан из времена након Стефана Првовенчаног и ранијих времена. Најстарији познати пример је српски владар Стефан Војислав. И Мирослав и Страцимир, а можда и Тихомир се, као и Стефан Немања, помињу под именом "Стефан". То значи да помен владарског имена Стефан уз Првослава не представља изузетак. Пириватрић сматра да је владарско име поред имена Првослав доказ да је он био одређен за Тихомировог наследника.
У време Тихомирове владавине наслеђивање се вршило по принципу сениората. Уроша II су наследила браћа Белош и Деса. Првослав због тога није могао бити проглашен за очевог наследника на месту великог жупана, већ само за наследника удеоне области. Првослав је морао бити првенац великог жупана Тихомира. Пириватрић је изнео претпоставку да је Тихомир имао још једног сина, који је био отац бугарског цара Константина Тиха. Исти аутор повезује име Првослав са именом Примислав под којим се у неким изворима јавља Урош II Вукановић. Стога од са доста резерве износи претпоставку да је Тихомиров син крштен управо у време владавине овог жупана, по коме је и добио име.

## Ктиторство
Удеони владари у 12. веку у Рашкој имали су право на самосталну ктиторску делатност. Стефан Немања долази у сукоб са браћом управо због подизања две задужбине (цркве Светог Николе и цркве Пресвете Богородице код Куршумлије). Браћа су сматрала да је Немањи за тај чин била потребна сагласност. Поставља се питање да ли је и Тихомир предузимао какву ктиторску делатност. Пириватрић је сматрао могућим да је имао одређеног удела у подизању задужбине Стефана Првослава. Након битке код Пантина, Немања се потрудио да се на његовог брата заборави. Стога није необично што се овај помиње тек у надгробном натпису Стефана Првослава. Првослав је, дакле, или довршио задужбину свога оца или ју је из темеља подигао.
Уколико је Тихомир отпочео изградњу, Првослав је вероватно није могао довршити током владавине Стефана Немање, будући да је она била посвећена управу Светом Ђорђу, коме је била посвећена и Немањина победничка задужбина Ђурђеви Ступови.

## Каснији живот
Запис старца Симеона у Вукановом јеванђељу бележи да је у грађанском рату Стефана Првовенчаног и Вукана Немањића значајну улогу одиграла "самодржавна властела" на Вукановој страни. Помен властеле упућује на потомке удеоних кнежевина из ранијег периода, у које би се свакако могао убројати и Стефан Првослав. Мирослав је такође засигурно имао барем једног сина — Петра (можда и Андрију и Тољена), док се о Страцимировом евентуалном потомству не зна ништа. Пириватрић сматра да је победа Вукана била и победа Стефана Првослава, који се могао борити на његовој страни. Тиме би се могла објаснити и посвета Првославовог манастира. Првослав је такође могао учествовати као један од "бољара" приликом доношења моштију Стефана Немање у Србију. Управо је у првој деценији 13. века и могла бити довршена његова задужбина.
Тачна година смрти Стефана Првослава није позната. До ње је дошло између светитељског прослављења Немањиних моштију и избора манастира за седиште Будимљанске епископије, дакле између 1210. и 1219. године. Умро је 6. јануара, на Богојављање, што сазнајемо из натписа.